# العلاونة (تبن)

تعديل مصدري - تعديل

العلاونة هي إحدى قرى عزلة الحوطة بمديرية تبن التابعة لمحافظة لحج، بلغ تعداد سكانها 210 نسمة حسب تعداد اليمن لعام 2004.